# Eurytoma inconspicua
Eurytoma inconspicua är en stekelart som beskrevs av Girault 1915. Eurytoma inconspicua ingår i släktet Eurytoma och familjen kragglanssteklar. Inga underarter finns listade i Catalogue of Life.